# Archiwum Narodowe Senegalu
Archiwum Narodowe Senegalu (fr. Archives Nationales du Sénégal) – archiwum w Dakarze gromadzące dokumenty związane z historią Senegalu.

## Historia
Początki archiwum sięgają 1913 roku, gdy powstało w Saint-Louis archiwum kolonialnej administracji francuskiej Afryki Zachodniej. Zbiory przeniesiono do Dakaru po 1958 roku. Są to jedyne archiwa z francuskich kolonii, które nie zostały przeniesione do Francji.
Rozporządzeniem z 5 października 1979 roku do Archiwum Narodowego Senegalu włączono Bibliotekę Narodową Senegalu. Na podstawie ustawy z 3 kwietnia 2002 roku odzyskała ona odzyskała autonomię, jednak rolę biblioteki narodowej pełni Bibliothèque des Archives du Sénégal. Od 1982 roku nadaje ona numer ISSN i wydaje bibliografię narodową. Zbiory biblioteki liczą około 27 300 woluminów (książek, wydawnictw informacyjnych, mikrofilmów, dokumentów audiowizualnych) oraz zbiór 1515 tytułów czasopism (bieżących i archiwalnych).
W 2000 roku Dyrekcja Archiwów Senegalu otrzymała dotację z funduszy norweskich, administrowanych przez UNESCO, na digitalizację i opublikowanie w Internecie archiwów dotyczących handlu niewolnikami.
Zbiory dotyczące A.O.F. (Francuskiej Afryki Zachodniej) z lat 1895-1959 zostały wpisane  w 1997 roku na listę Pamięć Świata.

## Zbiory
Zbiory archiwalne liczące 12 km dokumentów, które podzielono na 4 grupy:
- dokumentujące okres kolonialny w historii Senegalu (1816-1958)
- dotyczące  A.O.F. (Francuskiej Afryki Zachodniej)(1895-1959)
- dotyczące Federacji Mali (1959-1960)
- po odzyskaniu niepodległości przez Senegal w 1958 roku.